# Wasserburg Schwebda
Die Wasserburg Schwebda, auch Walrabhof oder Walrabshof genannt, befindet sich im Ortsteil Schwebda der nordhessischen Gemeinde Meinhard im Werra-Meißner-Kreis in Hessen. Die Wasserburg liegt im Lindenanger von Schwebda und war durch ihren ehemaligen Wassergraben mit der Werra verbunden.

## Geschichte

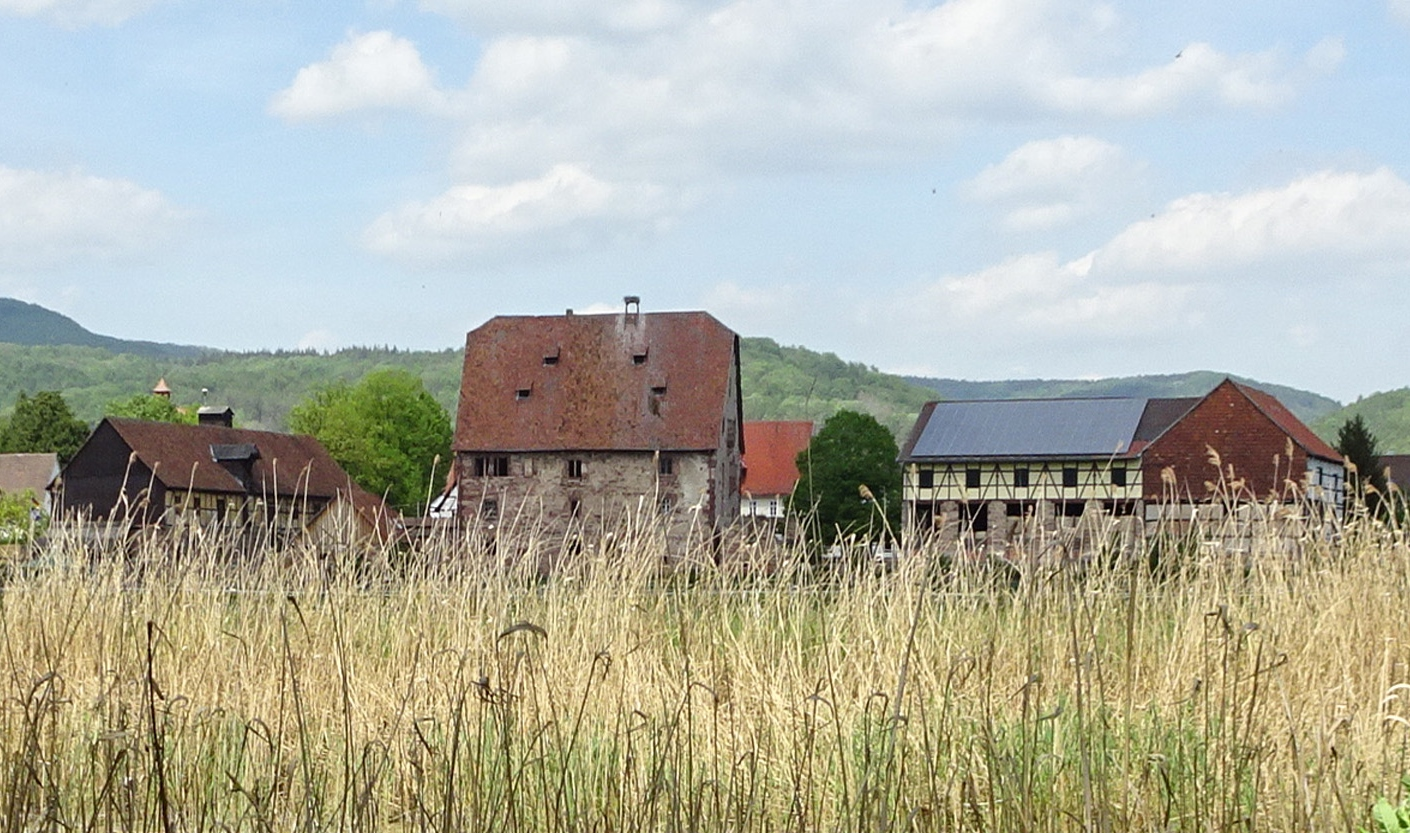
Das ehemalige Rittergut mit dem Festen Haus vom Altarm der Werra aus gesehen.

Wahrscheinlich fällt der Bau der Burg nach urkundlichen Erwähnungen der Herren von Schwebda in die Zeit zwischen 1243 und 1269. Die Herren von Schwebda trugen ihren Besitz 1297 den Herren von Bilstein zu Lehen auf. Nach dem Aussterben der Bilsteiner ging die Burg 1301, urkundlich belegt, an die Landgrafen von Hessen.
Im 16. Jahrhundert wurde die Burg abgebrochen und aus den älteren Gebäudeteilen wurde das „Steinerne Haus“ mit Aborterker errichtet, das noch heute erhalten ist und sich in Privatbesitz befindet.